# A. Grant Evans

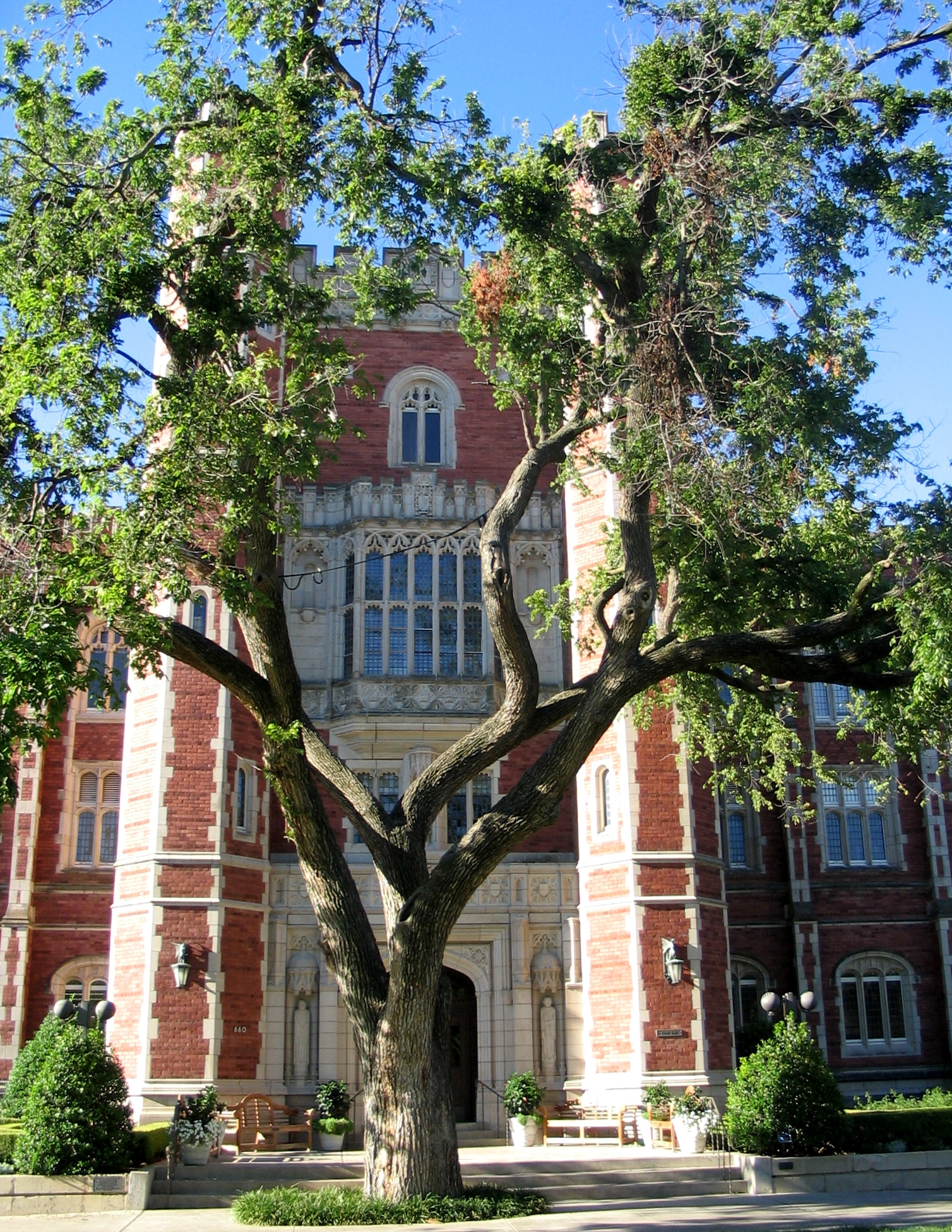
A. Grant Evans.

A. Grant Evans (1858 - 1929), fue el segundo rector de la Universidad de Oklahoma. Nació en Madrás, India, en 1858 en el seno de una familia inglesa. Se licenció en arte por la Borough Road College de Londres. En 1883 se trasladó a Estados Unidos para trabajar como misionero entre los Cheroqui. En 1887, fue ordenado sacerdote presbiteriano, comenzando su actividad religiosa en la iglesia de Oswego y en iglesias de Oregón y Colorado. Antes de convertirse en rector de la universidad de Oklahoma, había sido presidente del Henry Kendall College de Muskogee durante 10 años. El colegio se trasladó a Tulsa pasando a ser la Universidad de Tulsa.
Cuando Oklahoma se convirtió en un estado e 1908, el primer gobernador, Charles N. Haskell, hizo varios cambios en el profesorado de la universidad. Su cambio más importante fue el cese del rector, David Ross Boyd. Evans era el elegido de Haskell para la universidad ya que también era demócrata y prohibicionista.
Una de las actividades más importantes de la época de Evans fue la construcción de un tercer edificio administrativo. También, fue Evans quien escogió la arquitectura gótica para construir los edificios universitarios. Ese edificio administartivo, que se construyó durante su mandato y que es el clásico ejemplo del estilo arquitectónico de los campus, recibió el nombre de Evans en su honor. 